# 合成樹脂添加剤
合成樹脂添加剤（ごうせいじゅしてんかざい）とは、合成樹脂の劣化を抑制したり、耐燃性や可塑性などの付加価値を持たせる目的で使用される添加物の総称である。なお、劣化を抑制する添加物を安定剤と呼び、付加価値を持たせる添加物を改質剤と呼ぶ。

## 安定剤
ポリ塩化ビニル樹脂と、その他の合成樹脂とでは劣化機構が異なるため、使用される安定剤も異なる。

### 塩化ビニル用の安定剤
ポリ塩化ビニルは、製造・加工時や使用時において加熱や紫外線、酸素などにより塩化水素が脱離する分解反応が起き、長鎖ポリエンが生成し着色が起きる。脱離した塩化水素や、副生成物の塩化亜鉛は、塩化ビニルの分解を促進させるという問題も有る。塩化水素の捕捉・中和や、副生金属塩化物の脱塩化水素作用のために、各種金属石鹸や有機スズ化合物などが用いられる。
金属石鹸
ステアリン酸亜鉛・ステアリン酸バリウム・ステアリン酸カルシウムが代表例である。熱安定性や着色性、ブルームの発生し易さなどに関する性質が異なるため、複数の種類を混合して使用される。
有機スズ化合物
有機スズメルカプタイドが代表的であり、耐候性が求められる場合には有機スズマレエートが使われる。これらに、滑剤としての性質を併せ持った有機スズカルボキシレートが併用される。
鉛化合物
鉛白や三塩基性硫酸鉛、二塩基性亜リン酸鉛、ステアリン酸鉛なども塩化水素捕捉能を持つ。ただし、有機鉛は生物に対して毒性が特に高い。日本でも塩化ビニルの安定剤としてステアリン酸鉛を用いていた工場の労働者に、鉛中毒を引き起こした事例が報道された。このため、鉛化合物よりは低毒性とされる、有機スズ系の安定剤に切り替えられつつある。

#### 塩化ビニル用の安定化助剤
主安定剤と併用して、熱安定性・透明性・着色防止効果を持たせるために、安定化助剤を用いる場合も有る。塩化ビニルの安定化助剤としては、ホスファイト類、エポキシ化合物、β-ジケトンなどの有機安定化助剤、および過塩素酸金属塩、ハイドロタルサイトなどの無機安定化助剤が使われる。
ホスファイト類
置換基の構造により、トリアルキルホスファイト、アルキルアリルホスファイト、トリアリルホスファイトに分類される。過酸化物分解能が有り、主に着色抑制目的で添加されるが、塩化亜鉛捕捉作用や不安定塩素置換作用も併せ持つ。
エポキシ化合物
エポキシ化大豆油やビスフェノールAジグリシジルエーテルなどが代表例である。塩化水素捕捉、アリル塩素置換により塩ビの熱安定性を向上させる。
β-ジケトン
強い着色防止作用を持ち、金属石鹸（主に亜鉛塩）と併用される。ジベンゾイルメタンやベンゾイルアセトンが代表例である。
過塩素酸金属塩
金属石鹸と併用して、着色防止・熱安定性を持たせる。作用機構は研究途上であるが、アリル塩素の置換によるものと見られている。過塩素酸バリウムや過塩素酸ナトリウムが代表例である。
ハイドロタルサイト
塩化水素捕捉作用に添加され、主に熱安定性を向上させる。

### 一般合成樹脂用の安定剤
加熱による酸化劣化を防止する添加物を酸化防止剤、主に紫外線のような光による酸化劣化を防止する添加物を光安定剤と総称する。ポリプロピレンやABS樹脂など、塩化ビニル以外のほとんどの合成樹脂に使用される。

#### 一般合成樹脂用の酸化防止剤
ラジカル捕捉作用を持つ、フェノール系・芳香族アミン系酸化防止剤、過酸化物分解作用を持つ硫黄系・リン系酸化防止剤が用いられる。芳香族アミン系酸化防止剤は変色性が強いため、プラスチックに用いる事例は稀である。
フェノール系酸化防止剤
ラジカル捕捉剤として、熱酸化の過程で生じるペルオキシラジカルを捕捉する。熱酸化防止作用に優れ、ほとんどのプラスチックに添加されている。リン系・硫黄系酸化防止剤との相乗効果も出る。
硫黄系酸化防止剤
分解生成物であるヒドロペルオキシド(ROOH)を安定なROH基に変換する。日本では住友化学（商品名スミライザー）やADEKA（アデカスタブ）などが製造している。
リン系酸化防止剤
硫黄系と同様に、ヒドロペルオキシドを分解する。

#### 一般合成樹脂用の光安定剤
光反応によりラジカルを生成して、その後の連鎖反応の開始阻害作用を持つ紫外線吸収剤と、光反応によって発生してしまったラジカルの捕捉作用を持つヒンダードアミン系安定剤、双方の作用を併せ持つベンゾエート系安定剤に大別できる。
紫外線吸収剤
紫外線を吸収し、プラスティックに無害な運動エネルギーや熱エネルギーに変換する。主にベンゾトリアゾール系とベンゾフェノン系が使われる。また、完成品が黒色になっても構わない場合には、カーボンブラックが使用される場合も有る。
ヒンダードアミン系安定剤
紫外線により生成したラジカルを捕捉し、着色防止・光沢保持の効果をもたらす。熱酸化の防止にも有効である。
ベンゾエート系安定剤
着色を生じるが、着色しても別段の問題が無い用途の素材、例えば、自動車用バンパーなどに使われている。

## 改質剤
造核剤
結晶性樹脂製造時の結晶化促進効果が有り、透明性・曲げ弾性を向上させる。ポリプロピレン樹脂に使われる場合がほとんどである。物性向上作用を持つ金属塩タイプと、透明性向上作用を有したソルビトールのアセタールタイプとが有る。ただし、両方の効果を有した造核剤も上市されている。
帯電防止剤
合成樹脂の帯電を緩和して、汚れの吸着、電子回路の損傷、放電によるショック、合成繊維のまとわりつきを軽減させる効果を持つ。界面活性剤が中心であるものの、一部カーボンや金属酸化物も用いられる。界面活性剤のうち、非イオン系は耐熱性が良く、練り込み添加が中心である。カチオン系も練り込み添加が中心であるが、耐熱性・着色性に問題が有る物が多く、これらの問題を改善した物が開発されている。アニオン系はプラスチックとの相溶性が劣るため、合成繊維の表面塗布が中心である。

滑剤
合成樹脂と加工機、または、合成樹脂の粒子同士の摩擦を軽減させる目的で使用される添加剤である。素材と加工機との摩擦を軽減して加工機への付着を防いだり、素材同士の摩擦を軽減して素材の流動性を確保したりするために用いられる。これらの効果により、流動性・離型性を高め、合成樹脂の加工性を向上させる。

難燃剤
合成樹脂に着火し難くするために添加される。

可塑剤
これを添加する事により合成樹脂を柔らかくして、加工性を向上させる。ただし、ビスフェノールAのように内分泌撹乱物質の可能性が指摘され、その他の毒性も出る危険性が指摘されたなど、問題が発覚した添加物も存在する。